# 劉虞夔
劉虞夔（1552年—1598年），字直卿，號和宇，山西澤州高平縣人，民籍，明朝政治人物。賜進士出身。

## 生平
隆慶元年（1567年）丁卯科山西鄉試第四名舉人，五年（1571年）中式辛未科會試第五十二名，二甲第五十六名進士。选读中秘书。万历元年癸酉（1573）授翰林院编修，明年使秦藩，寻充大明会典纂修官，教习内书馆。十年壬午（1582）考九载绩，转侍读，分纂起居章奏兼理诰敇。逾年，充经筵讲官。十四年丙戌（1586）擢左春坊左谕徳兼翰林院侍读掌坊事。会典成，晋左庶子兼侍读。十六年戊子（1588）以太常寺少卿兼翰林院侍读学士掌院事。明年晋詹事府詹事，兼官经筵日讲俱如故。十九年丁母憂，请告归。服除，抚按交章奏荐，有诏起正史副总裁。无几，父彬泉公捐馆，扶病号踊，不胜丧而卒，享年四十七。

## 家族
曾祖劉贇；祖父劉韜，冠帶歲貢生 封戶部主事；父劉崇文，號彬泉，淮安府知府。母張氏（封安人）。具慶下。弟劉虞龍、劉虞伯、劉虞陶。